# Samoorganizirajoče karte
Samoorganizirajoče karte (angleško Self-Organizing Maps, kratica SOM) ali Kohonenova mreža (po avtorju Teuvo Kohonenn) je tip umetne nevronske mreže. Njena posebnost je nenadzorovano učenje in velja za zmogljivo orodje za podatkovno rudarjenje. Odkritje SOM temelji na biološkem spoznanju, da sorodni dražljaji vzburijo sosednje nevrone. Rečemo Fazni prostor dražljaja je kartiran.
Če pripeljemo na SOM dražljaj, se vzburijo samo območja na karti, ki ustrezajo podobnim dražljajem. Nevroni se vedejo kot topološka spominska karta, kjer je položaj najbolj vzdraženega nevrona v korelaciji z značinostmi dražljaja.

## Princip delovanja
Vzdraženi nevroni so med seboj povezani. Vzdraženost nevrona je torej skupek vhodnega signala in povezav z okolico. Bližnji nevroni se podpirajo, oddaljeni pa se slabijo. Pride do tekmovanja med nevroni. Izkaže se, da je ta lahko tako povzročimo lokalizacijo odziva na dražljaj v bližini maksimalnega zunanjega dražljaja.

## Zgradba in učenje
Vsi vhodi (perceptorji) so povezani z vsemi nevroni v Kohonenovi karti. Vsak vhodni dražljaj, ki ga kartiramo, posredujemo po povezavah do vseh nevronov tekmovalnega sloja. Uteženost povezav med vhodi in nevroni določa točko v vhodnem prostoru za trenutni vhodni dražljaj. Postopek učenja:
1. korak: V mrežo pošljemo dražljaj.
2. korak: Mreža poišče najbolj vzburjeni nevron v tekmovalnem sloju (središče), ki ima utežni vektor z namanjšo razdaljo do dražljaja.
3. korak: adaptiramo uteži najbolj vzburjenega nevrona, da se razdalja še zmajnša.
4. korak: adaptiramo tudi nevrone v okolici. Bolj oddaljene od središča, adaptiramo manj.

Postopek ponovimo za ves nabor učnih podatkov v naključnem vrstnem redu. To se imenuje ena epoha (Epoche) učenja. Učenje je končano, ko postane nevronska mreža stabilna. Učenje je interaktivni proces. Začetne vrednosti uteži so naključne.

## Vrste SOM
Obstaja množica izpeljank SOM:
- Kontekstna SOM
- Temporarna SOM
- Motorična SOM
- Parametrična SOM
- in še mnoge druge